# Rudenkivka, Novi Sanjarî
Rudenkivka (în ucraineană Руденківка) este localitatea de reședință a comunei Rudenkivka din raionul Novi Sanjarî, regiunea Poltava, Ucraina.

## Demografie
Componența lingvistică a localității Rudenkivka
     Ucraineană (96,64%)
     Rusă (2,95%)
     Alte limbi (0,33%)
Conform recensământului din 2001, majoritatea populației localității Rudenkivka era vorbitoare de ucraineană (96,64%), existând în minoritate și vorbitori de rusă (2,95%).